# Sint-Barbarapolder
De Sint-Barbarapolder is een polder gelegen ten noordoosten van Watervliet. De polder heeft een grootte van 264 hectare. De polder werd in 1508 aangelegd, in opdracht van Hiëronymus Lauweryn. Hij noemde de polder naar zijn dochter Barbara, die jong gestorven was. Het oostelijke deel van het gehucht Mollekot en het noordwestelijke deel van het gehucht Maagd van Gent ligt in deze polder.